# Pam Ferris
Pam Ferris (født 11. maj 1948) er en britisk skuespiller. Hun er bedst kendt for sine roller på tv som Ma Larkin i The Darling Buds of May og Laura Thyme i Rosemary & Thyme, og for filmrollerne som Miss Trunchbull i filmen Matilda og tante Marge i Harry Potter og fangen fra Azkaban.

## Personlige liv
Ferris blev født i Hannover, Niedersachsen, Tyskland, til walisiske forældre, mens hendes far gjorde tjeneste i Royal Air Force. Ferris tilbragte sin barndom i Aberkenfig området, nær Bridgend i Wales. Hendes far, Fred Ferris, var en politimand, og hendes mor, Ann Perkins, arbejdede i sin families bageri forretning. Hendes familie emigrerede til New Zealand, da hun var tretten. Ferris vendte tilbage til Storbritannien da hun var i begyndelsen af tyverne. I 1986 blev hun gift med skuespilleren Roger Frost.

## Karriere
Ferris optrådte i hendes yngre år på Mercury Theatre i Auckland.
Ferris er bedst kendt for sin rolle som moderlige Ma Larkin i ITV-serien The Darling Buds of May, som løb fra 1991 til 1993. Imidlertid har hun også optrådt i en række tv-dramaer, herunder: Connie, Hardwicke House, Oranges Are Not the Only Fruit, Where the Heart Is og Paradise Heights. Fra 2003 til 2006, spillede hun havearbejdene detektiv Laura Thyme i Rosemary & Thyme. 
Hendes roller i kostume dramaer omfatter dele i tv tilpasninger af: Middlemarch, The Tenant of Wildfell Hall, Our Mutual Friend, The Turn of the Screw, Pollyanna og Jane Eyre.
I film, portrætteret Ferris den gruelige Miss Trunchbull i Matilda og tante Marge i Harry Potter og fangen fra Azkaban. og spillede også Miriam, en moderlig aktivist i Children of Men. 
Hun har også optrådt i produktioner for BBC Radio 4. 
Hendes karriere på teatret har været roller i Royal Court Theatre og Royal National Theatre produktioner. Fra februar til maj 2007 spillede hun Phoebe Rice i en roste genoplivning af John Osbournes The Entertainer ved Londons Old Vic Theatre. 
Hendes næste rolle var som fru general i BBC tilpasning af Charles Dickens roman Little Dorrit, som blev udsendt i efteråret 2008. 
I 2009 vil hun medvirke i BBC-komedieserien Gavin og Stacey

## Filmografi
- Meantime (1984)
- Connie (1985) (TV Serie)
- Oranges Are Not the Only Fruit (1990) (TV)
- The Darling Buds of May (1991-1993) (TV serie)
- Cluedo (1990) (TV serie) (1992)
- Middlemarch (1994) (TV)
- Matilda (1996)
- The Tenant of Wildfell Hall (1996) (TV)
- Where the Heart Is (1997 – 2000) (TV serie)
- Our Mutual Friend (1998) (TV)
- The Turn of the Screw (1999) (TV)
- Death to Smoochy (2002)
- Pollyanna (2003) (TV)
- Rosemary & Thyme (2003-2006) (TV serie)
- Clocking Off (2000) (TV serie) (2003)
- Harry Potter og fangen fra Azkaban (2004)
- Children of Men (2006)
- Jane Eyre (2006) (TV)
- Little Dorrit (2008) (TV)
- Telstar (2009)